# 国道18号

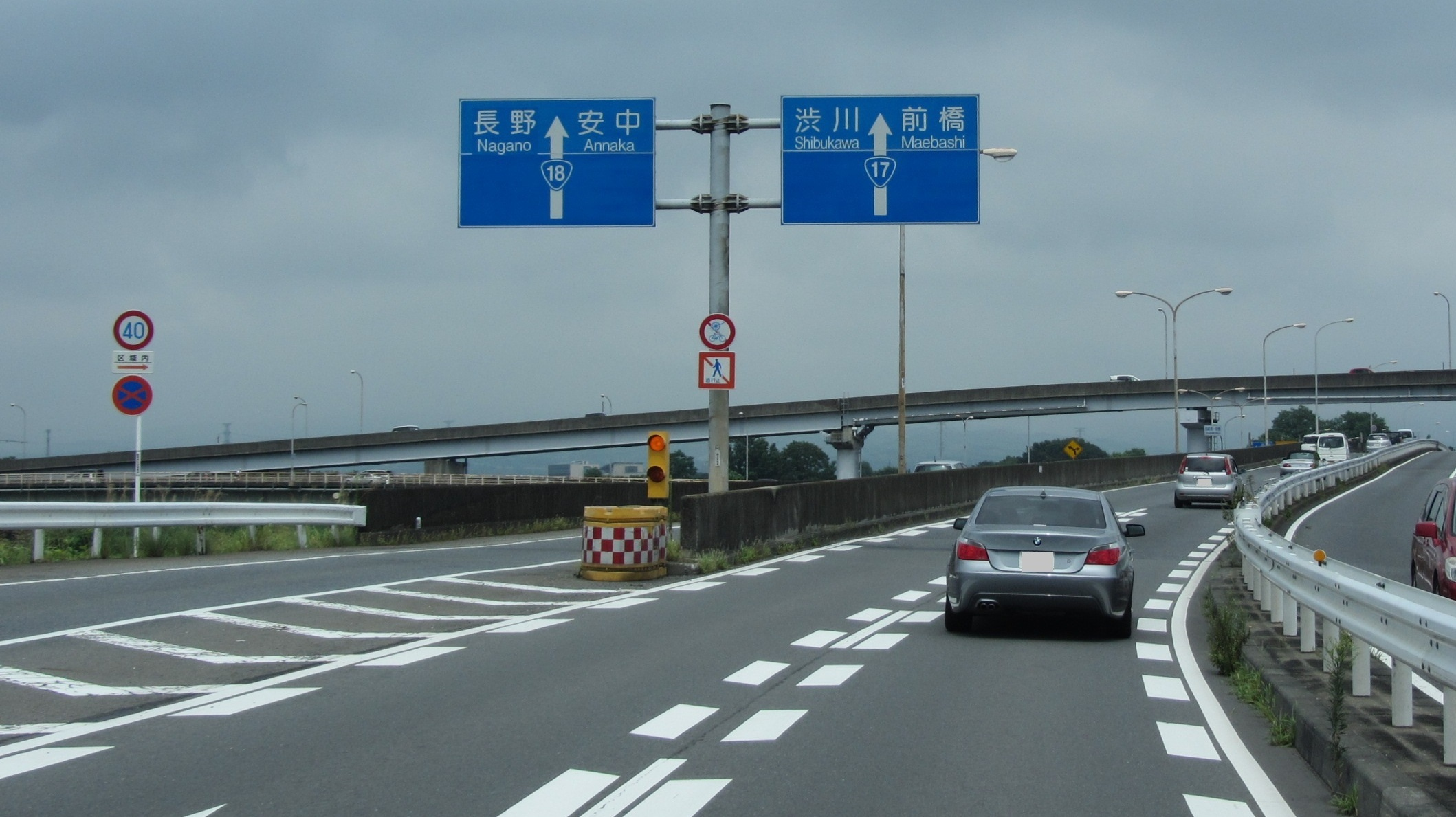
国道18号起点
群馬県高崎市 君が代橋東交差点付近

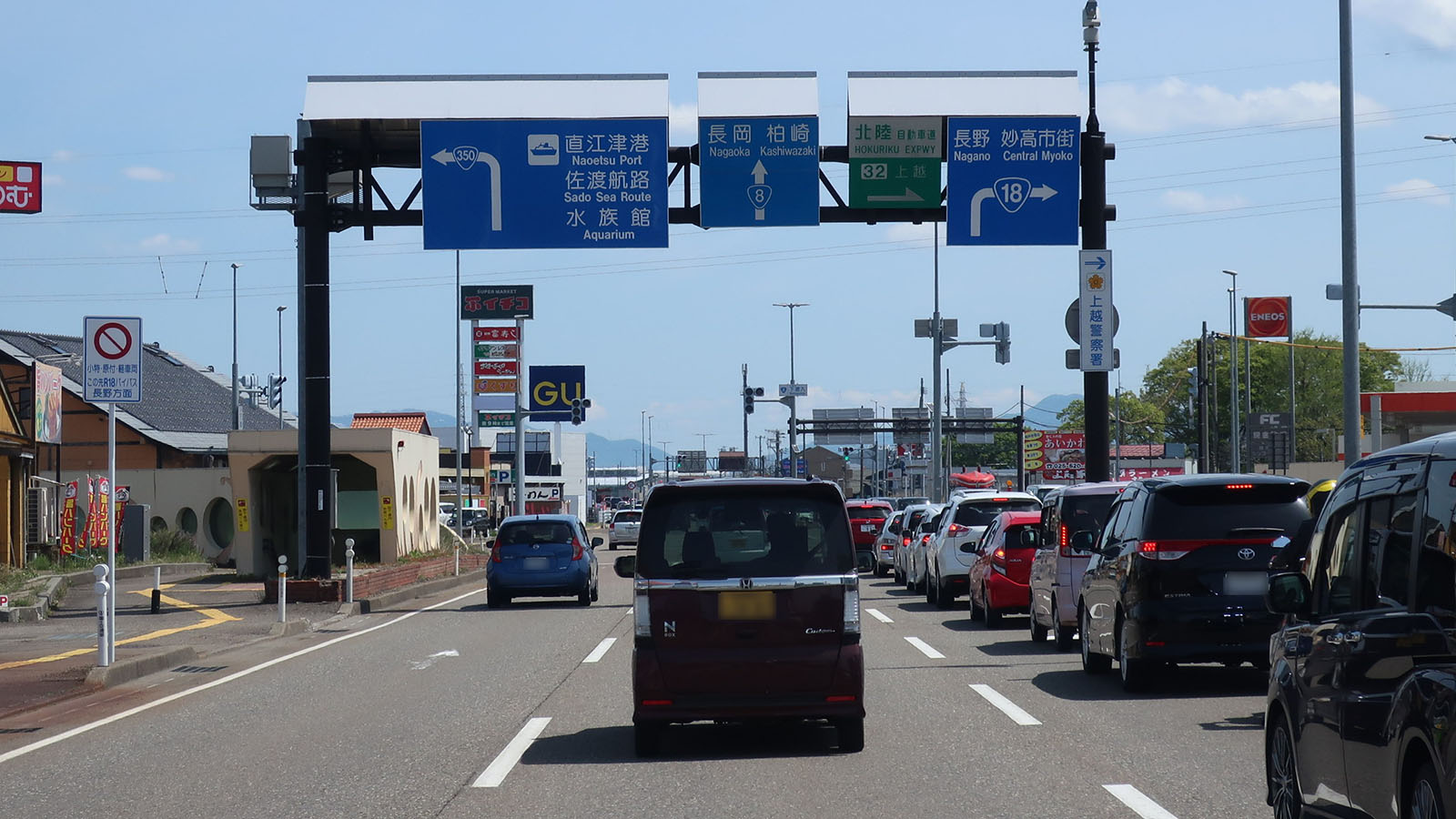
国道18号終点
新潟県上越市 下源入交差点

国道18号（こくどう18ごう）は、群馬県高崎市から新潟県上越市に至る一般国道である。

## 概要
関東地方、長野県北部、新潟県上越地方相互間を結ぶ重要な幹線道路である。全線でしなの鉄道や妙高はねうまライン等と並走している。また、概ね上信越自動車道と並走しており高速道路ナンバリングでも「E18」を継承している。上信越自動車道の開通後はその役割を譲りつつあるが、現在でも主要幹線道路として重要な役割を持っている。
群馬県内では碓氷川に沿って走り、碓氷峠を越えて長野県へ至る。長野県内では千曲川沿いに軽井沢や上田、長野、黒姫高原といった高原や盆地を通過し、妙高高原から新潟県に入る。新潟県内では関川沿いに緩やかに下り、妙高市を通って日本海に面した港町である上越市直江津に至る。

### 路線データ
一般国道の路線を指定する政令に基づく起終点および重要な経過地は次のとおり。
- 起点：高崎市（君が代橋東交差点（並榎IC） = 国道17号交点・国道354号起点）
- 終点：上越市（下源入交差点 = 国道8号交点・国道350号終点）
- 重要な経過地：安中市、長野県北佐久郡軽井沢町、小諸市、上田市、更埴市[注釈 2]、長野市、新井市[注釈 3]
- 総延長 : 233.2 km（群馬県 55.1 km、新潟県 37.3 km、長野県 140.8 km）[2][注釈 4]
- 重用延長 : なし[2][注釈 4]
- 実延長 : 233.2 km（群馬県 55.1 km、新潟県 37.3 km、長野県 140.8 km）[2][注釈 4]
  - 現道 : 193.3 km（群馬県 40.5 km、新潟県 37.3 km、長野県 115.5 km）[2][注釈 4]
  - 旧道 : 21.7 km（群馬県 14.6 km、新潟県 - km、長野県 7.1 km）[2][注釈 4]
  - 新道 : 18.2 km（群馬県 - km、新潟県 - km、長野県 18.2 km）[2][注釈 4]
- 指定区間：高崎市並榎町457番6[3] - 上越市大字下源入字橋向212番1（安中市松井田町横川字柵の内529番甲の1の乙（横川IC） - 長野県北佐久郡軽井沢町軽井沢東8番3 - 長野県北佐久郡軽井沢町長倉（碓氷バイパスと並行する区間）を除く）[4]

## 歴史
国道18号は、高崎市から北佐久郡御代田町は中山道、北佐久郡御代田町から上越市は北国街道を継承する路線である。前者には、箱根峠とともに難所とされた碓氷峠を含んでいる。
碓氷峠は、1878年（明治11年）に行われた明治天皇巡幸にあわせてとりあえずの改良がされたが、雨が降ればすぐにぬかるみになってしまうような簡易なものであった。実際、明治天皇巡幸の前日にも雨が降り、輿を通すことができずに天皇は輿を降りて自らの足で峠を越えることとなった。1883年（明治16年）2月より本格的な改良が行われ、翌1884年（明治17年）5月20日にいったん落成した後、1886年（明治19年）に碓氷新道が完成した。工事に際しては長野県が国庫補助を受けて担当し、工費およそ8万円をかけ、人員は延べ30万3千人に上った。
現在の国道18号にあたるこの新道に沿って1893年（明治26年）に信越本線が開通した。当初は、主要地方道下仁田軽井沢線が通っている和美峠ルートでの敷設が有力視されていたが、新道の開通により資材運搬がしやすいという理由で新道に沿ったルートに変更されたものである。なお信越本線の開業前の1888年（明治21年） - 1893年（明治26年）には、新道上に馬車鉄道の碓氷馬車鉄道が敷設されていた。
1932年（昭和7年）10月から翌年10月にかけて全面的な改良が行われ、工費37万8千円が費やされて延べ21万1千人が工事に従事した。これによって幅員が6.4 mに広がったほか、勾配は15分の1以下、曲線半径は12 m以上となり、一部の区間について1車線分をコンクリートで舗装している。この工事の記念碑が県境に建てられ、内務大臣・山本達雄が題字を書いている。
碓氷峠の区間は1956年（昭和31年）から拡幅や改良・舗装工事が進められていたが、屈曲部が184箇所もある事などから交通量に限界があり、南の入山峠を通る碓氷バイパスの建設が1966年（昭和41年）から始まり、1971年（昭和46年）11月に開通した。日本道路公団管理による有料道路となっていたが、2001年（平成13年）11月11日をもって無料開放された。

### 年表
- 1885年（明治18年）の内務省告示第6号國道表では、国道5号「東京より新潟港に達する路線」（現17号、18号、8号経由）に指定された。
- 1920年（大正9年）施行の旧道路法に基づく路線認定では、高崎 - 長野は国道10号「東京市より秋田県庁所在地に達する路線」（現17号、18号、117号、8号経由）、長野以北は国道11号「東京市より石川県庁所在地に達する路線（甲）」（現17号、18号、8号経由）となった。
- 1952年（昭和27年）12月4日 - 新道路法に基づく路線指定で一級国道18号（群馬県高崎市 - 新潟県中頸城郡直江津町（現・上越市））として指定された。
- 1965年（昭和40年）4月1日 - 道路法改正によって一級・二級の別がなくなり一般国道18号となった。
- 1974年（昭和49年）7月28日 - 未明に国道の西方に位置する新潟焼山が噴火。中郷村、新井市付近の路面には火山灰が堆積。タイヤで巻き上げられた灰により極端な視界不良となり、それに起因する交通事故も発生した[6]。
- 1976年（昭和51年）1月20日 - 豪雪のため上越市高田地区の上下線で約600台が立ち往生。22日から自衛隊が救援に当たり23日午前までに解消[7]。
- 2011年（平成23年）4月1日 - 指定区間の起点が高崎市並榎町457番の1から高崎市並榎町457番6に変更された[3]。

## 路線状況

### バイパス道路
- 群馬県

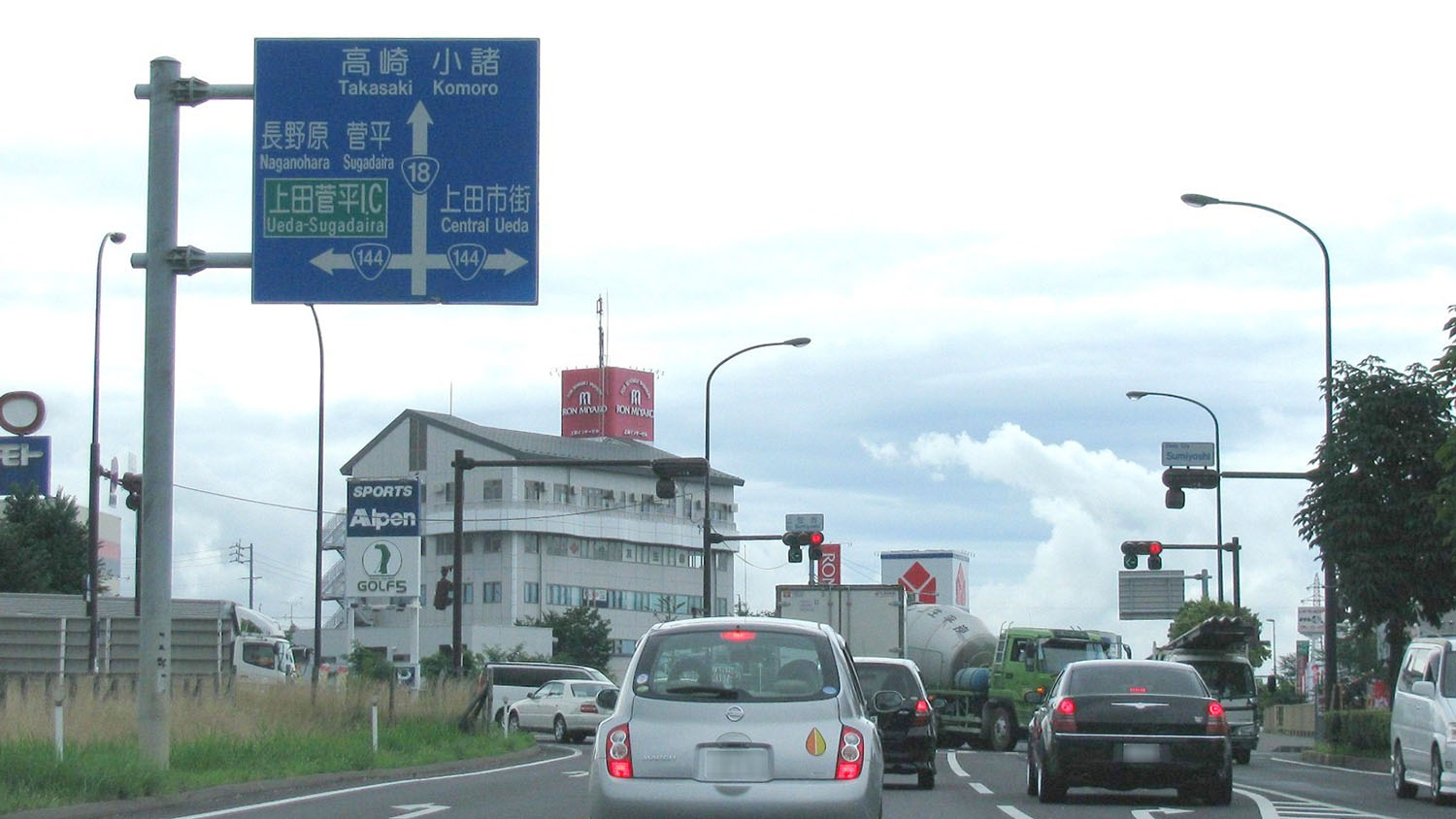
上田バイパス
（国道144号との交差）
長野県上田市住吉

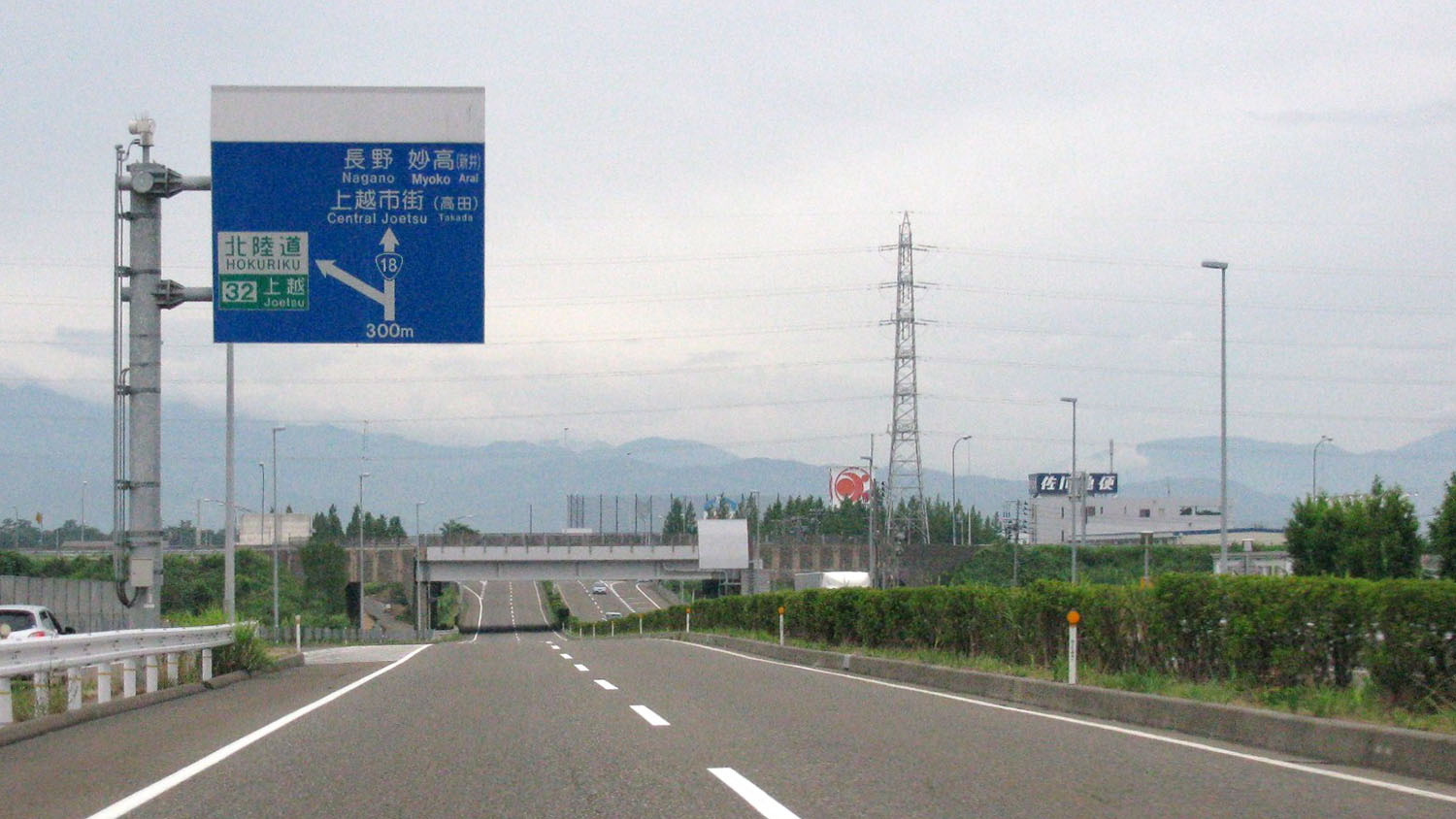
上新バイパス
（北陸自動車道 上越IC付近）
新潟県上越市三田新田

  - 豊岡バイパス（高崎市下豊岡町 - 高崎市上豊岡町）
  - 高崎安中バイパス（高崎市上豊岡町 - 安中市安中四丁目）
  - 安中バイパス（安中市中宿 - 安中市安中）
  - 松井田バイパス（安中市松井田町松井田 - 安中市松井田町新堀）
- 群馬県 - 長野県
  - 碓氷バイパス（安中市松井田町横川 - 北佐久郡軽井沢町長倉字大小丸）
- 長野県
  - 軽井沢バイパス（北佐久郡軽井沢町長倉字大小丸 - 北佐久郡軽井沢町長倉字屋敷裏）
  - 小諸バイパス（小諸市四ッ谷 - 小諸市西原）
  - 上田バイパス（一部開通）（東御市本海野 - 上田市上塩尻）
  - 上田篠ノ井バイパス
    - 上田坂城バイパス（上田市上塩尻 - 埴科郡坂城町小網）
    - 坂城更埴バイパス（一部開通）（埴科郡坂城町小網 - 千曲市）

  - 篠ノ井バイパス（長野市篠ノ井塩崎 - 長野市青木島町大塚）
  - 長野バイパス（長野市若里 - 上水内郡飯綱町牟礼）
  - 長野東バイパス（長野市北長池 - 長野市柳原）
  - 野尻バイパス（一部開通）（上水内郡信濃町古間 - 上水内郡信濃町野尻）
- 長野県 - 新潟県
  - 妙高野尻バイパス（上水内郡信濃町野尻 - 妙高市大字毛祝坂）
- 新潟県
  - 上新バイパス（上越市中郷区市屋字窪畑 - 上越市大字下源入字橋向）

### 別名
- 中山道
  - 起点の高崎市から東京方面からの中山道を国道17号から引き継ぐ形となっており、起点に近づくにつれ、上り線において、高崎から国道17号東京方面へ進むことを意識した案内となっている（長野県上田市以東では主要都市までの距離を案内する道路標識に「東京」までの距離が表記されている。群馬県内では各種道路標識に安中市内では「熊谷」、高崎市内では熊谷に加え「本庄」が登場する）。
- 北国街道
- 善光寺街道
- サルビヤ通り
- アップルライン[8]（長野市）

### 重複区間

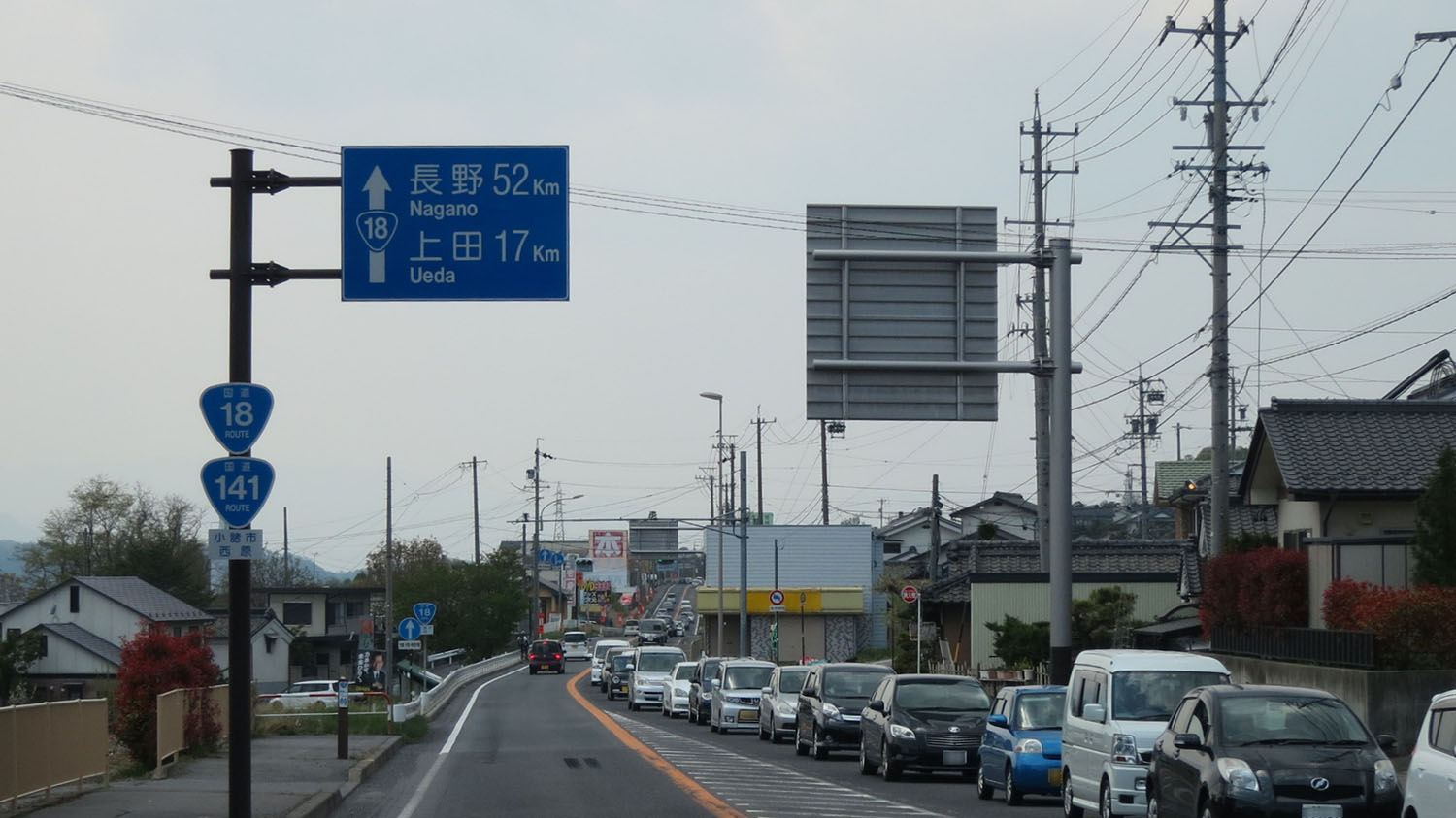
国道141号との重複
長野県小諸市丙

- 国道142号（長野県北佐久郡軽井沢町・中軽井沢交差点 - 小諸市・平原交差点）
- 国道141号（長野県小諸市平原・平原交差点 - 小諸市柏木・四ッ谷東交差点）、
- 国道141号（長野県小諸市西原・西原交差点 - 上田市国分・国分1丁目交差点）
- 国道143号（長野県上田市下之条・下之条北交差点 - 上田市上塩尻・上塩尻東交差点（上田坂城バイパス））
- 国道403号（長野県千曲市杭瀬下・杭瀬下交差点 - 千曲市粟佐・粟佐交差点）
- 国道117号（長野県長野市青木島町・大塚交差点 - 長野市豊野町蟹沢・浅野交差点）
- 国道406号（長野県長野市東和田・東和田交差点 - 長野市柳原・柳原北交差点）

### 道路施設

#### 橋梁
- 群馬県
  - 君が代橋（高崎市）
- 長野県
  - 上田大橋（上田坂城バイパス・上田市）
  - 篠ノ井橋（千曲市 - 長野市）
  - 長野大橋（長野市）
  - 信越大橋（信濃町 - 妙高市）
- 新潟県
  - 妙高大橋（妙高市大字二俣 - 妙高市大字坂口新田）

#### 道の駅
- 長野県
  - 上田 道と川の駅（上田市）
  - しなの（上水内郡信濃町）
- 新潟県
  - あらい（妙高市）

### 道路情報ラジオ放送区間
- 群馬県
  - 安中市松井田町松井田
  - 安中市松井田町横川
  - 安中市松井田町入山（長野方面）
- 長野県
  - 北佐久郡軽井沢町長倉（高崎方面）
- 新潟県
  - 上越市寺町

## 地理

### 通過する自治体
- 群馬県
  - 高崎市 - 安中市
- 長野県
  - 北佐久郡軽井沢町 - 北佐久郡御代田町 - 小諸市 - 東御市 - 上田市 - 埴科郡坂城町 - 千曲市 - 長野市 - 上高井郡小布施町 - 長野市 - 上水内郡飯綱町 - 上水内郡信濃町
- 新潟県
  - 妙高市 - 上越市 - 妙高市 - 上越市

### 交差する道路
一般国道・高速道路
関東地方整備局管内
- 群馬県
  - 国道17号・国道354号（高崎市・君が代橋東交差点）
  - 国道406号（高崎市・君が代橋西交差点）
  - 国道18号＜碓氷バイパス＞（安中市松井田町横川）
- 長野県
  - 国道146号（北佐久郡軽井沢町・中軽井沢交差点）
  - 国道141号（小諸市・平原交差点 -（重複）- 四ッ谷東交差点）
  - 国道141号（小諸市・西原交差点 -（重複）- 上田市・国分1丁目交差点）
  - 国道152号（上田市・大屋交差点）
  - 国道144号（上田市・中央東交差点・住吉交差点<上田バイパス>）
  - 国道141号（上田市・中央北交差点）
  - 国道143号（上田市・下之条北交差点<上田坂城バイパス>）
  - 国道403号（千曲市・杭瀬下交差点 -（重複）- 粟佐交差点）
  - 長野自動車道更埴IC（千曲市）
  - 国道19号＜長野南バイパス＞（長野市・大塚南交差点）
  - 国道117号（長野市・大塚交差点）
  - 国道19号（長野市・西尾張部交差点）
  - 国道117号（長野市・大塚交差点 -（重複）- 浅野交差点）
  - 国道406号（長野市・東和田交差点 -（重複）- 柳原北交差点）
  - 上信越自動車道信濃町IC（上水内郡信濃町）

北陸地方整備局管内
- 新潟県
  - 上信越自動車道妙高高原IC（妙高市）
  - 上信越自動車道中郷IC（上越市）
  - 国道292号（上越市・寺町立体交差{寺町IC}）
  - 国道405号（上越市・鴨島立体交差{鴨島IC}）
  - 北陸自動車道上越IC（上越市）
  - 国道8号・国道350号（終点:上越市・下源入交差点）

県道
- 群馬県
  - 群馬県道26号高崎安中渋川線 （起点から高崎市下豊岡町、君が代橋西交差点まで重複）
  - 群馬県道26号高崎安中渋川線 （高崎市上豊岡町、上豊岡町/上豊岡東交差点、ここから板鼻下町交差点まで重複）
  - 群馬県道141号群馬八幡停車場藤塚線 （高崎市藤塚町、少林山入口交差点）
  - 群馬県道26号高崎安中渋川線（安中市板鼻、板鼻下町交差点）
  - 群馬県道10号前橋安中富岡線（安中市岩井、岩井交差点）
  - 群馬県道171号吉井安中線・群馬県道217号松井田中宿線（安中市中宿、安中駅入口交差点（側道））
  - 群馬県道125号一本木平小井戸安中線（安中市安中4、下野尻交差点）
  - 群馬県道211号安中榛名湖線（安中市安中5、城下交差点）
  - 群馬県道132号下里見安中線（安中市安中3、立体交差）
  - 群馬県道48号下仁田安中倉渕線 （安中市高別当、高別当交差点）
  - 群馬県道48号下仁田安中倉渕線、群馬県道125号一本木平小井戸安中線 （安中市安中1、安中総合学園高校交差点）
  - 群馬県道48号下仁田安中倉渕線（安中市原市、原市交差点）
  - 群馬県道220号磯部停車場線（安中市郷原、磯部入口交差点）
  - 群馬県道216号長久保郷原線（安中市郷原）
  - 群馬県道33号渋川松井田線（安中市松井田町松井田、松井田交差点）
  - 群馬県道122号八本松松井田線（安中市松井田町松井田、立体交差）
  - 群馬県道33号渋川松井田線（安中市松井田町松井田、立体交差）
  - 群馬県道217号松井田中宿線（安中市松井田町新堀、新堀交差点）
  - 群馬県道51号松井田下仁田線 （安中市松井田町五料、五料交差点）
  - 群馬県道222号横川停車場線（安中市松井田町横川、下横川）
  - 群馬県道・長野県道92号松井田軽井沢線（安中市松井田町横川）
  - 群馬県道56号北軽井沢松井田線（安中市松井田町坂本）
  - 群馬県道92号松井田軽井沢線（安中市松井田町横川）
  - 群馬県道92号松井田軽井沢線（安中市松井田町入山）
- 長野県
  - 長野県道481号峠町軽井沢線（北佐久郡軽井沢町軽井沢）
  - 長野県道133号旧軽井沢軽井沢停車場線（北佐久郡軽井沢町軽井沢駅入口交差点）
  - 群馬県道・長野県道43号下仁田軽井沢線（北佐久郡軽井沢町 現道は新軽井沢交差点、バイパスは南軽井沢交差点）
  - 長野県道157号豊昇茂沢中軽井沢停車場線（北佐久郡軽井沢町 中軽井沢交差点-中部小学校入口交差点）
  - 長野県道137号借宿小諸線（北佐久郡軽井沢町追分交差点）
  - 長野県道80号小諸軽井沢線（北佐久郡軽井沢町浅間サンライン入口交差点、小諸市小諸警察署前交差点）
  - 長野県道135号御代田停車場線（北佐久郡御代田町御代田町御代田駅入口交差点）
  - 長野県道9号佐久軽井沢線（北佐久郡御代田町馬瀬口交差点）
  - 長野県道134号馬瀬口小諸線（同)（北佐久郡御代田町三ッ谷西交差点）
  - 長野県道79号小諸上田線（小諸市諸交差点、上田市常田三丁目交差点）
  - 長野県道94号東御嬬恋線（東御市牧家交差点）
  - 長野県道4号真田東部線（東御市菅平入口交差点）
  - 長野県道81号丸子東部インター線（東御市常田交差点）
  - 長野県道79号小諸上田線（上田市常田三丁目交差点）
  - 長野県道180号住吉上田線（上田市中央五丁目交差点）
  - 長野県道65号上田丸子線（上田市常磐城四丁目交差点）
  - 長野県道91号坂城インター線（埴科郡坂城町坂城インター入口交差点）
  - 長野県道55号大町麻績インター千曲線（千曲市戸倉交差点）
  - 長野県道86号戸隠篠ノ井線（長野市南長野運動公園交差点）
  - 長野県道35号長野真田線（長野市古戦場入口交差点）
  - 長野県道34号長野菅平線（長野市南俣交差点）
  - 長野県道58号長野須坂インター線（長野市上高田北交差点）
  - 長野県道66号豊野南志賀公園線（長野市豊野交差点）
  - 長野県道60号長野荒瀬原線（上水内郡飯綱町牟礼駅入口交差点）
  - 長野県道36号信濃信州新線（上水内郡信濃町柏原小学校入口交差点）
  - 新潟県道280号・長野県道119号杉野沢黒姫停車場線（黒姫高原入口交差点）
- 新潟県
  - 新潟県道39号妙高高原公園線（杉野沢入口、豊橋、関・燕入口交差点）
  - 新潟県道187号池の平妙高高原線（妙高高原IC交差点）
  - 新潟県道399号杉野沢二俣線（二俣交差点）
  - 新潟県道175号関山停車場線（関山交差点）
  - 新潟県道584号新井中郷線(旧国道18号)（市屋立体交差{市屋IC}）
  - 新潟県道217号二本木岡川新井線（二本木、志交差点）
  - 新潟県道261号西野谷二本木停車場線（福田交差点）
  - 新潟県道428号西野谷新田新井線（道の駅あらい交差点）
  - 新潟県道63号上越新井線（乙吉交差点）
  - 新潟県道579号上越脇野田新井線（寺町立体交差{寺町IC}）
  - 新潟県道254号上小沢上越妙高停車場線（岡原交差点）
  - 新潟県道85号上越高田インター線、新潟県道・長野県道95号上越飯山線（島田交差点）
  - 新潟県道198号青柳高田線（今池交差点）
  - 新潟県道186号板倉直江津線（子安交差点）
  - 新潟県道38号高田停車場線（鴨島立体交差{鴨島IC}）
  - 新潟県道13号上越安塚柏崎線（南稲田立体交差{寺IC}）
  - 新潟県道43号上越安塚浦川原線（富岡東立体交差{富岡IC}）

### 主な峠
- 群馬県
  - 碓氷峠（標高958 m）：安中市松井田町 - 長野県北佐久郡軽井沢町
  - 入山峠（標高1,030 m）：安中市松井田町 - 長野県北佐久郡軽井沢町<碓氷バイパス>
- 長野県
  - 野尻坂峠（標高666 m）：上水内郡信濃町 - 新潟県妙高市

### 最高地点
- 長野県
  - 標高1,003 m（北佐久郡軽井沢町大字追分、標識あり）

## ギャラリー

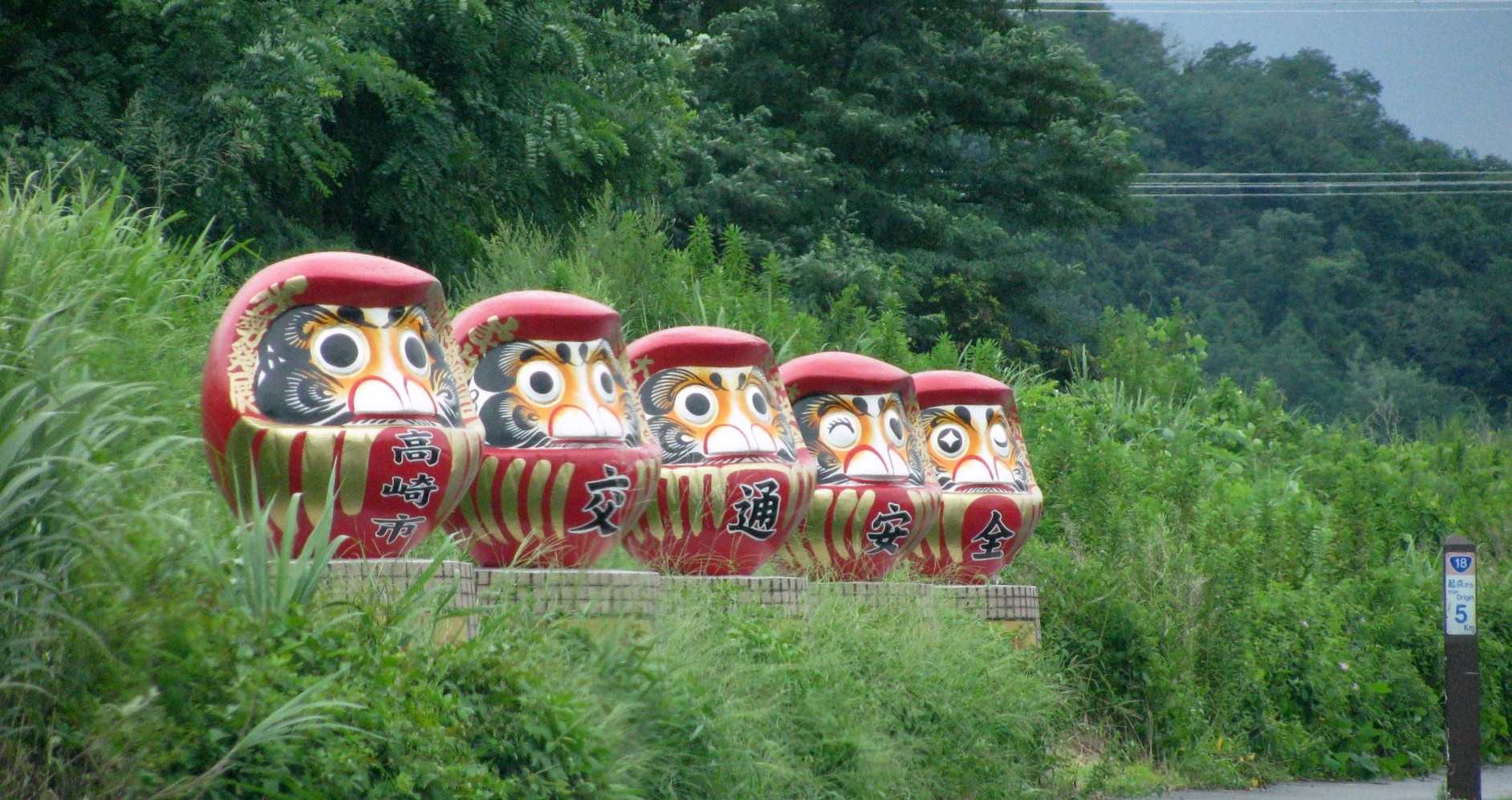
安全祈願の高崎だるま （5 kp付近） 群馬県高崎市下豊岡町
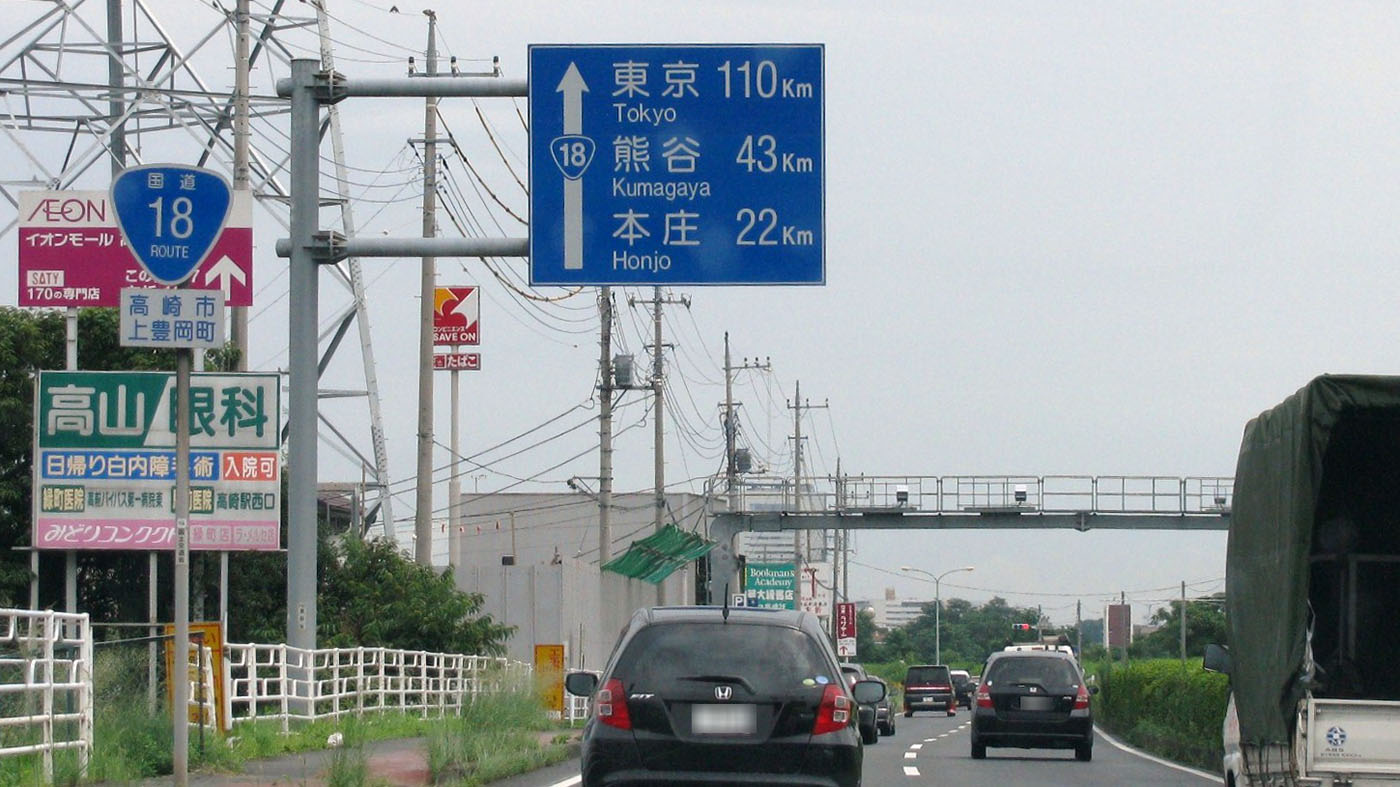
群馬県高崎市中豊岡町
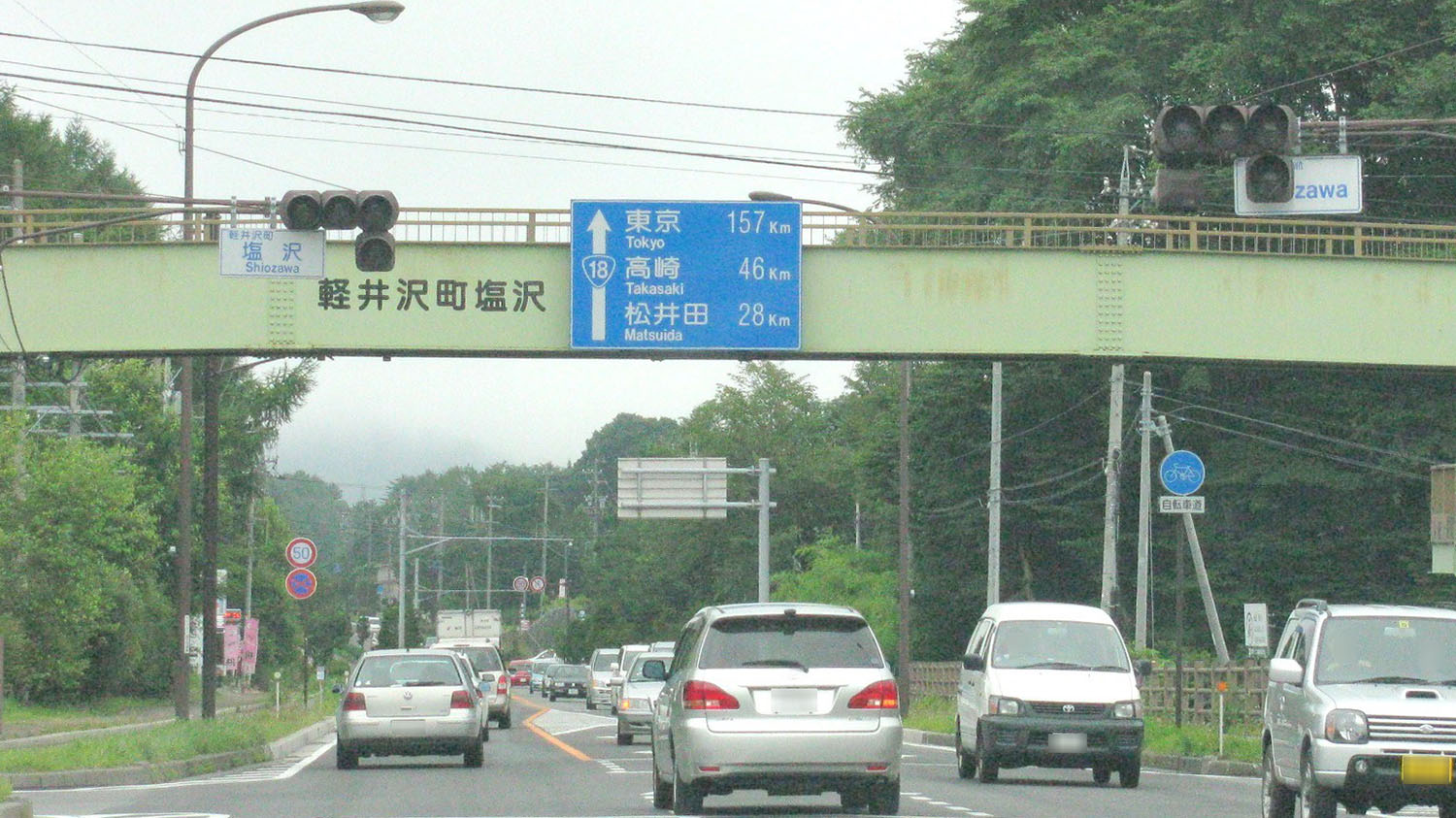
長野県北佐久郡軽井沢町
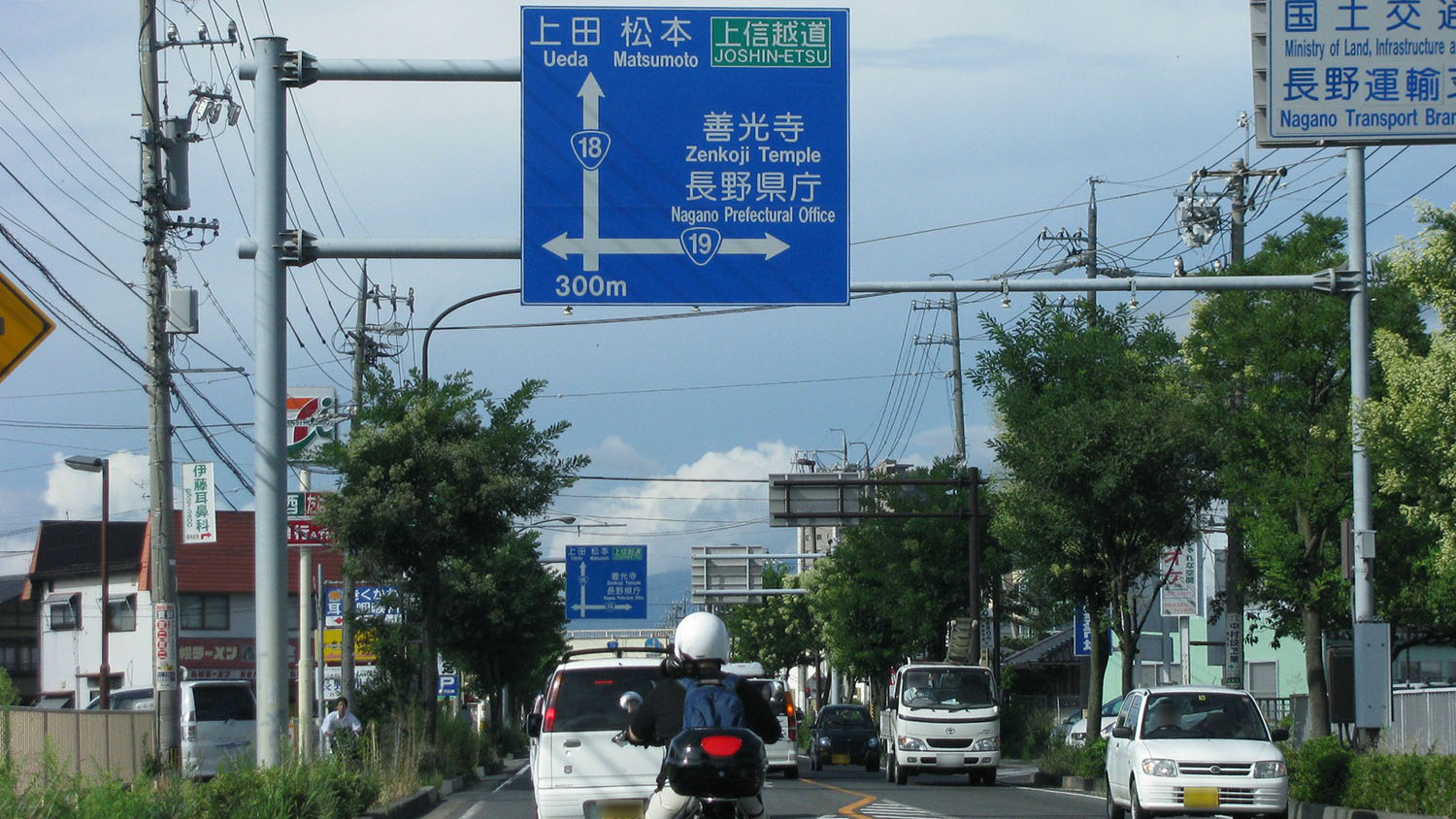
国道19号との分岐 長野県長野市西尾張部
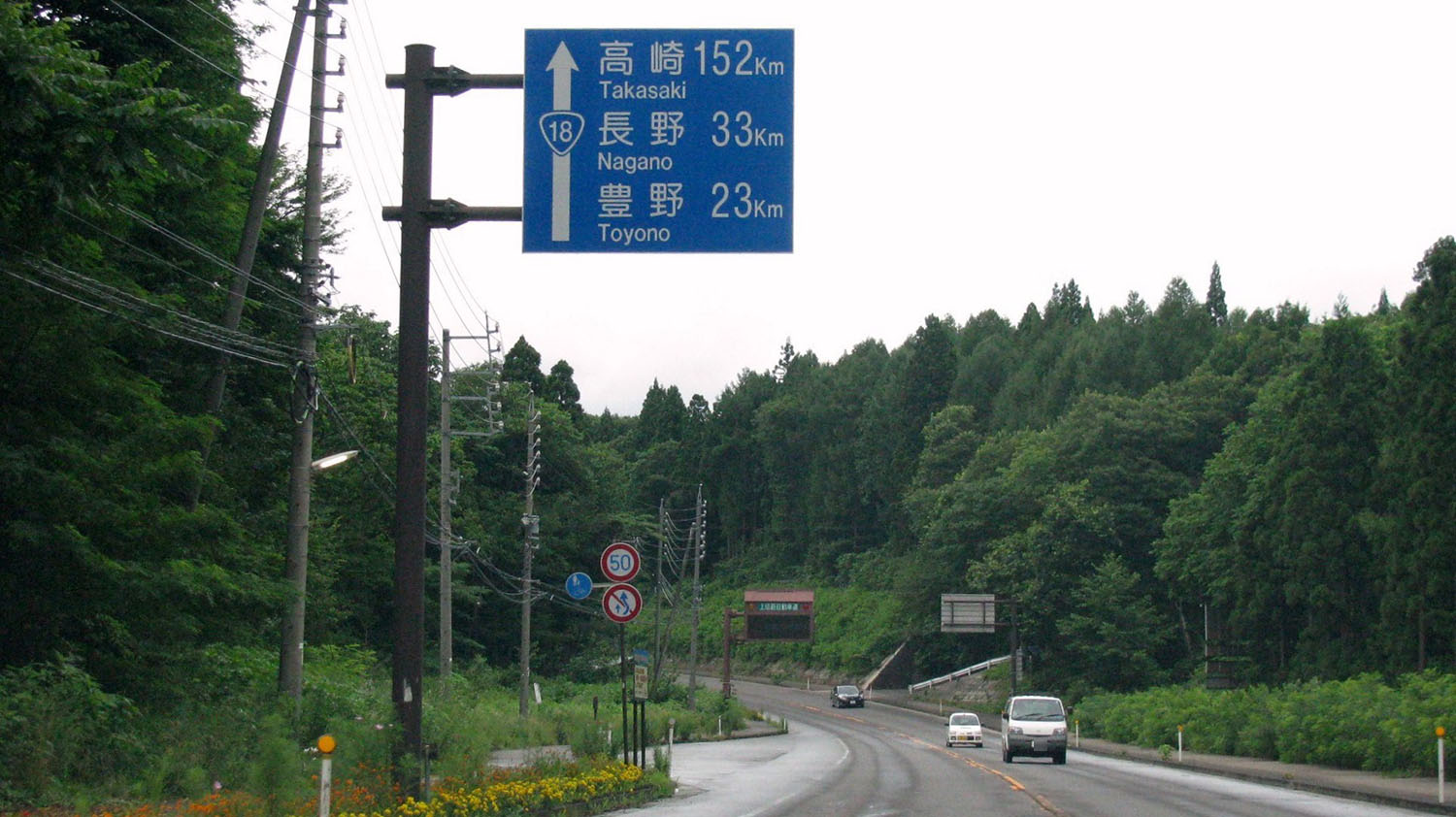
長野県上水内郡信濃町